# Oopsis marshallensis
Oopsis marshallensis är en skalbaggsart som beskrevs av J. Linsley Gressitt 1956. Oopsis marshallensis ingår i släktet Oopsis och familjen långhorningar. Inga underarter finns listade i Catalogue of Life.